# Sanctuaire du Mazzucco
Le sanctuaire du Mazzucco (en italien : Santuario del Mazzucco) est un sanctuaire consacré à Sainte Anne, à la Vierge et à Bernard de Menthon.
Avec le sanctuaire de Banchette (Bioglio), le sanctuaire de la Brughiera (Trivero) et le sanctuaire de la Brugarola (Ailoche), il est un des sanctuaires mineurs du Biellais, tous reliés et accessibles par les sentiers de CoEur - Au cœur des chemins d'Europe et du Chemin de Saint-Charles.

## Caractéristiques
Le sanctuaire se trouve dans un bois de hêtres dans la commune de Camandona.
L'église, bâtie en 1662, est constituée d'une nef et d'un clocher. Au XVIIIe siècle, une arcade est ajoutée à la façade, sur laquelle un ermite habitait. La structure a été modifiée pendant les XIXe et XXe siècles.
L'autel est décoré avec un tableau représentant Sainte Anne par Carlo Sogno (1900); les autres peintures sont réalisées par des artistes locaux. La façade est décorée avec une fresque de la Vierge avec l'enfant en 1988.
Depuis la fondation, le sanctuaire a été habité par des ermites, qui ont vécu ici depuis le XVIIe siècle jusqu'à 1901.
Devant l'église, il y a une fontaine (le burnel) comme pour tous les autres sanctuaires du Biellais.